# Contea di Lincoln (Nevada)
La contea di Lincoln è una contea situata nello Stato del Nevada, negli Stati Uniti d'America. Al censimento del 2010, la popolazione era di 5 345 abitanti. Il suo capoluogo è Pioche.
La contea è famosa perché all'interno del suo territorio si trova l'Area 51.

## Geografia fisica
La contea si trova nel sud-est del Nevada. Il territorio è prevalentemente montagnoso e desertico.

### Contee confinanti
- Contea di White Pine - nord
- Contea di Millard (Utah) - nord-est
- Contea di Beaver (Utah) - est
- Contea di Iron (Utah) - est
- Contea di Washington (Utah) - est
- Contea di Mohave (Arizona) - sud-est
- Contea di Clark (Nevada) - sud
- Contea di Nye (Nevada) - ovest

### Aree protette nazionali
- Desert National Wildlife Refuge (parziale)
- Humboldt National Forest (parziale)
- Pahranagat National Wildlife Refuge

### Principali autostrade
- U.S. Route 93
- State Route 317
- State Route 318
- State Route 319
- State Route 320
- State Route 321
- State Route 322
- State Route 375
- State Route 816

## Storia
La contea di Lincoln fu istituita nel 1866 dopo che il Congresso allargò il Nevada spostando la sua linea di confine verso est e verso sud a spese dei territori dello Utah e dell'Arizona. Prende il nome da Abraham Lincoln, il sedicesimo Presidente degli Stati Uniti. La legislazione originale prevedeva la creazione di una "contea di Stewart", intitolata al senatore del Nevada William M. Stewart, ma in seguito fu cambiato in un conto sostitutivo. Crystal Springs fu il primo capoluogo della contea nel 1866, seguito da Hiko nel 1867 e Pioche nel 1871.
La contea di Lincoln inizialmente comprendeva la città di Las Vegas. Tuttavia, Las Vegas fu separata dalla contea di Lincoln per fondare la contea di Clark, che ha iniziato ad esistere dal 1º luglio 1909, per atto della legislatura del Nevada.
L'Area 51 si trova nella contea di Lincoln e lo sceriffo della contea agisce in procura per le forze di sicurezza perimetrali.

## Comuni

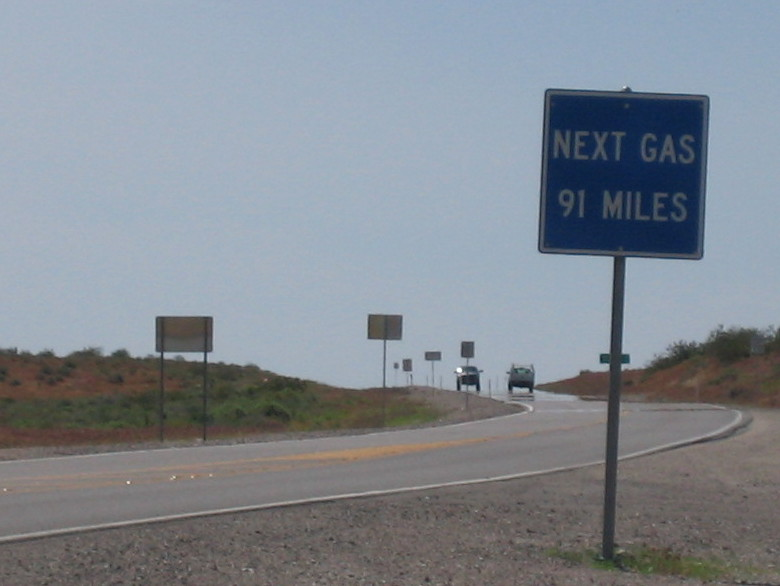
cartello stradale sulla U.S. Route 93 nella contea di Lincoln

### Città
- Caliente

### Census-designated place
- Alamo
- Beaverdam
- Bennett Springs
- Dry Valley
- Hiko
- Mount Wilson
- Panaca
- Pioche (capoluogo)
- Rachel
- Ursine

### Comunità non incorporate
- Ash Springs
- Barclay
- Carp
- Etna

### Città fantasma
- Crystal Springs
- Elgin
- Fay